# Pavonia rehmannii
Pavonia rehmannii är en malvaväxtart som beskrevs av Szyszyl.. Pavonia rehmannii ingår i släktet påfågelsmalvor, och familjen malvaväxter. Inga underarter finns listade i Catalogue of Life.